# パーラール川

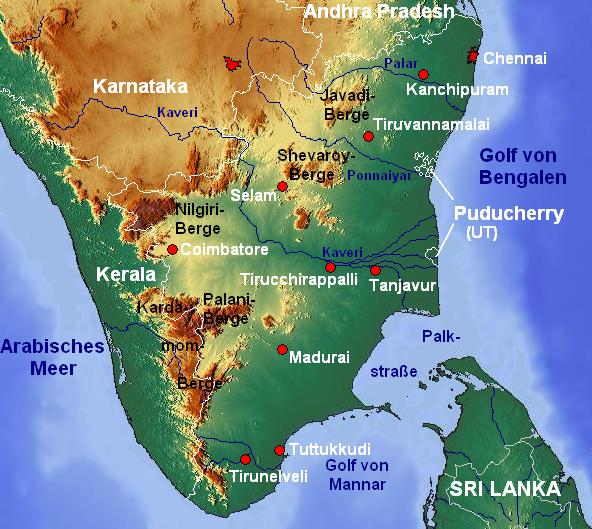
パーラール川の位置

パーラール川（பாலாறு : Palar）は、インド南部を流れる河川。河川の長さは295km。

## 流路
カルナータカ州コーラール県のナンディ丘陵に発する。ベーターマンガラ付近で地上に現れ、デカン高原を流れアーンドラ・プラデーシュ州を通ってタミル・ナードゥ州に入り、ヴェールール県のアーナイッカードゥ、アールカードゥ、ヴェールール、カーンチプラム県のカーンチプラム、チェンガルパットゥなどを通ってベンガル湾に注ぐ。

## 支流
- ポンナイ川が、タミル・ナードゥ州ヴェールール県のアールカードゥ付近で合流する。
- チェイヤール川が、タミル・ナードゥ州カーンチプラム県のチェンガルパットゥ付近で合流する。